# Copa Xerém Sub-16 de 2019
A Copa Xerém Sub-16 de 2019, também denominada de Copa Xerém de Integração Brasil-Chile Sub-16, foi a segunda edição desta competição de categoria de base organizada pelo Fluminense Football Club.
O título desta edição ficou com o próprio Fluminense; a agremiação triunfou em suas três partidas realizadas, marcando catorze gols na campanha. Esta conquista foi o primeiro título do clube na competição e foi classificada pelo diretor esportivo da base, Marcelo Teixeira, como "gratificante". O Boavista terminou como vice-campeão, enquanto Botafogo e Audax Italiano completaram a classificação.

## Participantes
Foi disputada pelos quatro clubes da edição anterior: Audax Italiano, Boavista, Botafogo e Fluminense.

## Resultados
Primeira rodada
| Equipe 1   | Placar | Equipe 2       | Ref.  |
| ---------- | ------ | -------------- | ----- |
| Fluminense | 3–0    | Boavista-RJ    | [ 3 ] |
| Botafogo   | 5–2    | Audax Italiano | [ 3 ] |

Segunda rodada
| Equipe 1   | Placar | Equipe 2       | Ref.  |
| ---------- | ------ | -------------- | ----- |
| Fluminense | 8–0    | Audax Italiano | [ 3 ] |
| Botafogo   | 2–3    | Boavista-RJ    | [ 3 ] |

Terceira rodada
| Equipe 1    | Placar | Equipe 2       | Ref.  |
| ----------- | ------ | -------------- | ----- |
| Fluminense  | 3–1    | Botafogo       | [ 3 ] |
| Boavista-RJ | 2–1    | Audax Italiano | [ 3 ] |